# Уно Сосуке
Уно Сосуке (яп. 宇野宗佑, うの そうすけ *27 серпня 1922 — †19 травня 1998) — прем'єр-міністр Японії в 1989–1990.

## Життєпис
Народився в префектурі Сіґа. Він навчався в Комерційному інституті міста Кобе.
У 1943 мобілізований в армію, а після війни провів два роки в Сибіру в таборі для інтернованих японців. Він написав роман про цей період свого життя, пізніше на основі книги був знятий фільм.
З 1960 обраний в палату представників парламенту як кандидат Ліберально-демократичної партії від префектури Сіґа.
З 1974 увійшов до складу кабінету міністрів. Він був головою Управління національної оборони, Науково-технічного управління, Адміністративного управління, міністром зовнішньої торгівлі та промисловості, міністром закордонних справ.
Уно неодноразово займав відповідальні пости в керівних органах Ліберально-демократичної партії. В червні 1989 року він став Прем'єр-міністром та головою Ліберально-демократичної партії, замінивши Такесіту Нобору, але вже в серпні був вимушений піти у відставку у зв'язку з невдалим для правлячої партії результатом виборів в палату радників парламенту Японії.

## Джерело
- Енциклопедія «Япония от А до Я» Вид. «Япония сегодня», Москва, 2000 р.